# Chilehexops platnicki
Chilehexops platnicki is een spinnensoort in de taxonomische indeling van de Dipluridae.
Het dier behoort tot het geslacht Chilehexops. De wetenschappelijke naam van de soort werd voor het eerst geldig gepubliceerd in 1986 door Coyle.